# یورش معروف خرس‌ها به سیسیل
یورش معروف خرس‌ها به سیسیل (La famosa invasione degli orsi in Sicilia) یک فیلم انیمیشن ایتالیایی فرانسوی‌‌ به کارگردانی لورنتسو ماتوتی، بر اساس فیلمنامه‌ای از ژان لوک فرونتال و توماس بیدگین و  بر اساس داستان یورش معروف خرس‌ها به سیسیل نوشته دینو بوتزاتی ساخته شده‌است. این فیلم در سال ۲۰۱۹ منتشر شد. این انیمیشن به صورت دو بعدی ارائه شده و از جایی داستان را از سر می‌گیرد که خرس‌ها برای یافتن تونیو خرس، پسر پادشاه لئونسه، که توسط شکارچیان ربوده شد، تصمیم می‌گیرند کوه‌های خود را ترک کنند و با رویارویی با شاهزاده بزرگ (گراند دوک) مستبد به سیسیل حمله کنند، اما کشف‌ها و سرخوردگی‌های شگفت انگیز متناوب آنها به روشهای انسانی عادت می‌کنند. این فیلم بلند بخشی از انتخاب رسمی جشنواره فیلم کن ۲۰۱۹ در بخش نوعی نگاه بوده‌است.

## پیرنگ
گیدونه، یک داستان‌نویس و المرینا، دستیار جوان او، در حال رفتن به کالتابلوتا، با پناه بردن در غاری که یک خرس بسیار پیر در آن زندگی می‌کند و با ورود آنها به طور تصادفی از خواب زمستانی بیدار می‌شوند، از بهمن فرار می‌کنند. برای جلوگیری از خورده شدن، این دو انسان با تعریف یک داستان او را سرگرم می‌کنند: یورش معروف خرس‌ها بهسیسیل.
تونیو، پسر لئونسه، پادشاه خرس‌ها، توسط انسانها ربوده می‌شود؛ پدرش تصمیم می‌گیرد برای یافتن او لشکرکشی بزرگی را به سراسر سیسیل هدایت کند. گراند دوک شرور سیسیل، که می‌فهمد ارتش خرسها در راه رسیدن به پادشاهی خود است، تصمیم می‌گیرد با کمک دی آمبروسیس، جادوگر دربار، که یک عصای جادویی پرتوان دارد، حمله را متوقف کند. او می‌تواند فقط دو بار از قدرت طلسمش استفاده کند. ارتش خرس‌های بزرگ دوک مورد حمله قرار می‌گیرند و خرس پیر فرزانه تئوفیلوس کشته می‌شود: خرس‌ها با حمله به سربازان در حیاط با گلوله‌های برف بزرگ تلافی می‌کنند.
دی آمبروسیس تصمیم می‌گیرد با لئونسه ارتباط برقرار کند. گراند دوک گرازهای وحشی سیر دو مولفتا را علیه خرس‌ها می‌فرستد: شعبده باز خرس‌ها را از حمله نجات می‌دهد به قیمت یکی از طلسم‌هایش. هنگامی که این موضوع را فهمید، گراند دوک دی آمبروسیس را تهدید به مرگ می‌کند که برای اطاعت از دستورات گراند دوک، خرس‌ها را با وحشت به قلعه ای می‌برد که ارواح در آن تعقیب می‌کنند. با این حال، لئونسه روح تئوفیل را می‌بیند و خرس‌ها با ارواح دوست می‌شوند. سرانجام، خرس‌ها را به خانه یک قاصدک می‌برند که آنها را به شکل گربه غول پیکر می‌بلعد. با این حال، یکی از خرس‌ها موفق می‌شود بمبی را در شکم هیولا منفجر کند که باعث از بین رفتن آن می‌شود.
گراند دوک که تصور می‌کرد بالاخره خرسها را از بین برده‌است، نمایشی را در تئاتر پادشاهی ترتیب می‌دهد، جایی که تونیو خود را در یک عمل متعادل با رقصنده ای شبیه آلمرینا نشان می‌دهد؛ خرس‌ها در میانه نمایش فرود می‌آیند و لئونسه و تونیو دوباره با هم ملاقات می‌کنند؛ گراند دوک، یک گلوله به سمت تونیو شلیک می‌کند، که او را می‌کشد. خرسی به نام سالپتر گراند دوک را می‌کشد. دی آمبروسیس از طلسم دوم و آخر خود برای نجات جان تونیو استفاده می‌کند. لئونسه پادشاه سیسیل می‌شود و پادشاهی‌ای ایجاد می‌کند که در آن انسان‌ها و خرس‌ها در صلح با هم زندگی می‌کنند. داستان گیدون اینگونه به پایان می‌رسد؛ با این حال، خرس پیر به دو داستان گو فاش می‌کند که داستان دنباله دارد و آن را برای آنها تعریف می‌کند.
پس از چندین سال در سلطنت ، لئونسه در می‌یابد که خرس‌ها عادت‌ها و رذایل انسان‌ها را به خود گرفته‌اند؛ به ویژه تونیو که با آلمرینا و دی آمبروسیس دوست شد، غرایز حیوانی خود را کاملاً از دست داد. تونیو، با کمک دی آمبروسیس موفق می‌شود عصای خود را که چندی پیش از او دزدیده شده، دوباره پیدا کند. لئونسه فکر می‌کند که نمی‌تواند مسئول خرسها باشد، زیرا خرس‌ها به صداقت اختصاص داده شده‌اند: سپس او انسان‌ها را تهدید می‌کند که در صورت عدم بازگرداندن گرز، آنها را مجازات کند، که این باعث آزردگی تونیو، مسئول و آلمرینا می‌شود، متقاعد شده که حتی یک خرس نیز می‌تواند توسط قدرت‌های جادویی گرز وسوسه شود.
در واقعیت، معلوم شد که مقصر سالپتر بوده‌است که آرزو داشته قدرت را سرنگون کند و به سلطنت برسد. او ابتدا دی آمبروسیس را به دزدیدن ثروت سلطنتی متهم کرد و لئونسه را زندانی کرد؛ سپس، هنگامی که آلمرینا و تونیو شروع به تحقیق می‌کنند، سالپتر آنها را به یک سالن قمار می‌فرستد، و سپس به هشدار لئونسه می‌رود. دومی پسرش را مست و قمار می‌بیند و او را زندانی می‌کند، از این رفتار او برخلاف قانون اخلاقی خرس‌ها ناامید است. دی آمبروسیس و تونیو مقاصد سالت پتر را درک می‌کنند و با کمک آلمرینا، مارپنتون ماری، یک هیولای دریایی را که زندان را ویران می‌کند و به پادشاهی حمله می‌کند احضار می‌کنند.
لئونس خوشحال است که بار دیگر با مبارزه با هیولا شجاعت خود را ثابت می‌کند و برای خنثی کردن آن یک لشکرکشی را برنامه‌ریزی می‌کند، در حالی که سالپتر که در پادشاهی باقی مانده‌است می‌خواهد با استفاده از جادو پادشاه را بکشد. تونیو و آلمرینا برای کمک به لئونس سوار می‌شوند، در حالی که دی آمبروسیس موفق می‌شود سالت پتر را بزند و عصای جادویی را بازیابی کند؛ بنابراین او به تونیو کمک می‌کند تا با هیولا مبارزه کند، اما لئونس به شدت زخمی می‌شود. پادشاه در بستر مرگ خود خوشحال است زیرا دید که پسرش وفاداری و قدرت یک خرس واقعی را نشان می‌دهد؛ با این حال، او همچنین می‌فهمد که خرس‌ها نمی‌توانند دور از کوه و جنگل زندگی کنند و می‌خواهد مردمش به زیستگاه طبیعی خود برگردند. تونیو، آلمرینا و دی آمبروسیس با یکدیگر خداحافظی می‌کنند و خرس‌ها خود را در طبیعت پیدا می‌کنند.
گدئون از پایان داستان راضی نیست؛ خرس پیر توضیح می‌دهد که در واقع پایان دیگری برای این داستان وجود دارد، که او فقط برای المرینا فاش می‌کند. این دو قصه گو غار را ترک کرده و مسیر خود را ادامه داده و خرس پیر را برای خواب زمستانی رها می‌کنند؛ گدئون فرض می‌کند خرس قدیمی Tonio است، اما آلمرینا راز را فاش نمی‌کند و بنابراین تنها کسی باقی می‌ماند که می‌داند حمله تندرو خرس در سیسیل چگونه پایان می‌یابد.

## اطلاعات فنی

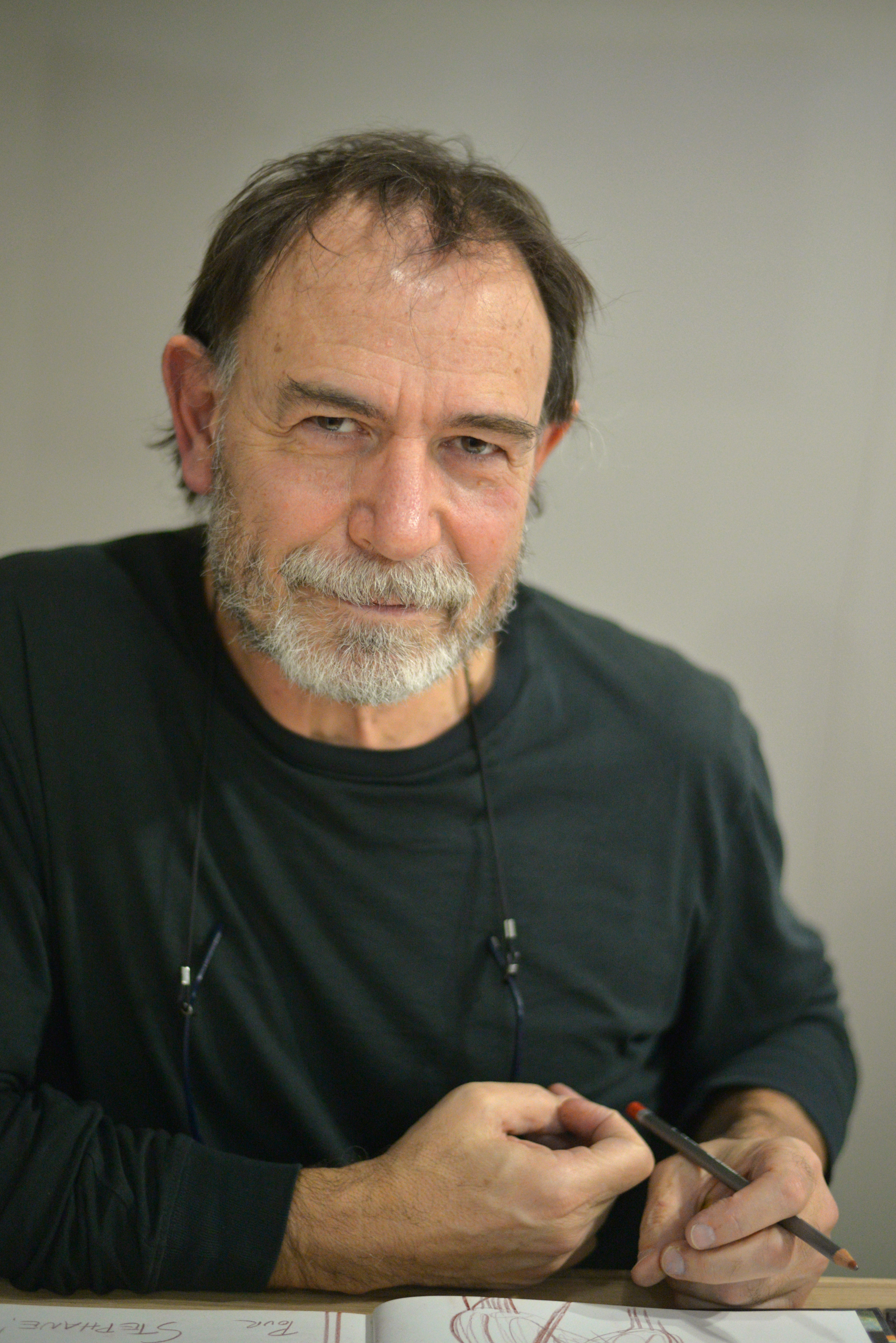
لورنزو ماتوتی، کارگردان، نویسنده مشترک و کارگردان انیمیشن این فیلم، در سال ۲۰۱۵.

- عنوان اصلی: یورش معروف خرس‌ها در سیسیل
- عنوان بین‌المللی: The bears' famous invasion of Sicily
- تولید: لورنزو ماتوتی
- سناریو: لورنزو ماتوتی، ژان لوک فرومنتال و توماس بیدگین، براساس داستانی از دینو بوژاتی
- جهت انیمیشن: لورنزو ماتوتی
- نصب: سوفی راین و نسیم گوردجی تهرانی
- موسیقی: رنه اوبری
- تولید: والری شرمان و کریستف یانکوویچ (Prima Linea Productions، عمدتاً در پاریس و آنگولمه تولید می‌شود)
- شرکتهای تولیدی: France 3 Cinéma، Pathé، Canal +، Ciné +، CNC , Media، مناطق Île-de-France و New Aquitaine، بنیاد Gan برای سینما، Procirep، آنگوا
- توزیع: Pathé
- فروش بین‌المللی: Pathé International
- کشور مادری :پیوند=|حاشیه|کلاس=noviewer|پرچم فرانسه  فرانسه وپیوند=|حاشیه|کلاس=noviewer|پرچم ایتالیا  ایتالیا
- زبان اصلی: فرانسوی
- بودجه: حدود ۱۲ میلیون یورو
- قالب بندی: رنگ
- نوع: ماجراجویی، قصه
- مدت زمان: ۸۵ دقیقه
- تاریخ‌های عرضه
  - فرانسه :19 mai 2019 (جشنواره فیلم کن) ؛9 octobre 2019 (انتشار ملی)
  - ایتالیا :7 (انتشار ملی)

## پخش

### صدا پیشه‌های نسخه فرانسوی
- لیلا بختی: آلمرینا
- توماس بیدگین: گدئون
- ژان-کلود کریر: خرس پیر
- بوریس رلینگر: جادوگر آمبروزیس / خرس بابون
- تیری هانسیس: لئونسه، پادشاه خرس‌ها
- ژاکی نرسسیان: خرس نمکدان
- آرتور دوپون: تونیو، شاهزاده خرس
- پاسکال دمولان: دوک بزرگ

### صداپیشه‌های نسخه ایتالیایی
- لیندا کاریدی: آلمرینا
- آنتونیو آلبانیزه: گدئون
- آندره‌آ کامیلری: خرس پیر تئوفیل
- روبرتو سیوفولی: خرس بابون
- تونی سرویلو: پادشاه خرس‌ها
- کورادو گوتزانتی: خرس نمکی
- آلبرتو بوباکار مالانچینو: تونیو، خرس شاهزاده
- کورادو اینورنیزی: دوک بزرگ

## طراحی فیلم

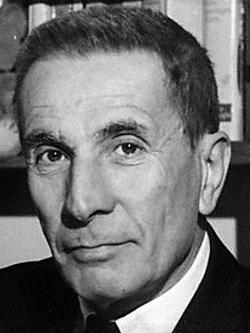
دینو بوتزاتی، نویسنده و تصویرگر ایتالیایی کتاب هجوم خرس‌های معروف سیسیل، در دهه ۱۹۵۰

ایده ساخت این پروژه به سال ۲۰۰۸ برمی‌گردد، زمانی که تهیه‌کننده اثر با کارگردان لورنتسو ماتوتی تماس گرفت تا با او کار کند و در مورد تمایلش برای اقتباس از اثر دینو بوتزاتی یعنی داستان یورش معروف سیسیل توسط خرس‌ها گفت. حقوق این اثر توسط بیوه دینو بوتزاتی، المرینا بوتزاتی اعطا شد.

## خروجی

### اکران اثر در جشنواره
اولین تصاویر از این اثر در ژوئن ۲۰۱۸ در جشنواره بین‌المللی فیلم انیمیشن انسی ارائه شد و بازخورد زیادی ایجاد کرد. این فیلم بلند بخشی از انتخاب رسمی جشنواره فیلم کن ۲۰۱۹ در بخش نوعی نگاه بود.

### فروش فیلم
این فیلم در فرانسه در تاریخ ۹ اکتبر ۲۰۱۹ منتشر شد و در هفته اول توانست در ۳۳۶ سینما در حدود ۵۷۴۰۰ عدد بلیت بفروشد. در هفته دوم که در ۴۴۸ سالن نمایش در حدود ۶۲۳۵۰ تماشاگر را به خود جذب می‌کند و بیش از ۱۰۰۰۰۰ مورد بلیت فروخت. در هفته سوم، در ۵۱۹ سالن سینما پخش شد، حدود ۵۶۱۲۰ بلیت فروخت.

## جوایز
این فیلم برنده جایزه بهترین کارگردانی در چهاردهمین جشنواره فیلم رم در اکتبر ۲۰۱۹ شد
«یورش معروف خرس‌ها به سیسیل» یکی از نامزدهای نهایی جایزه نوعی نگاه در جشنواره فیلم کن ۲۰۱۹ بود. همچنین یکی از نامزدهای نهایی لک‌لک طلایی بهترین فیلم انیمیشن در جشنواره فیلم خارق‌العاده اروپا در استراسبورگ در سال ۲۰۱۹ بود.

### نامزد شدن
- سزار ۲۰۲۰: بهترین فیلم بلند انیمیشن